# ハイモス

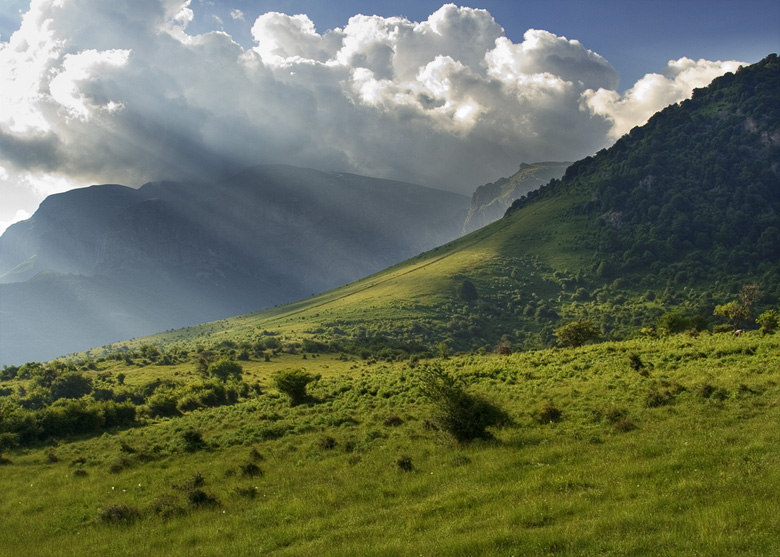
中央バルカン山脈。

ハイモス（古希: Αἷμος, Haimos, 英: Haemus）は、ギリシア神話の人物である。トラーキア地方の王で、ロドペーの夫。2人は自らをゼウス、ヘーラーと呼んだために神々の怒りを買い、ハイモス山（バルカン山脈）とロドペー山（ロドピ山脈）に変えられた。オウィディウスは『変身物語』において、ハイモスとロドペーの物語を女神アテーナーがアラクネーとの機織り勝負の際に織り込んだ絵柄の1つとして語っている。
のちにハイモス山はゼウスとテューポーンが戦った戦場の1つとなった。テューポーンはハイモス山をゼウスに投げつけようとして持ち上げたが、ゼウスはこれを雷で撃ったので、逆にテューポーンの上に落下して押し潰し、大量の血がほとばしった。アポロドーロスはこの故事にちなんでハイモスという地名が生まれたと述べている（血を意味する語 Haimi からの語源解釈）。